# Raxifabia vafra
Raxifabia vafra is een mosdiertjessoort uit de familie van de Bifaxariidae. De wetenschappelijke naam van de soort is voor het eerst geldig gepubliceerd in 1988 door Gordon.